# 超深渊带

海洋分层简介

超深渊带（英文：Hadal zone）的英文名来源于希腊神话中的冥界之王哈迪斯（Hades）的名字，有“地狱”之意。这里也被称为「hadopelagic」区和海沟地带，是海洋中最深的一个区域。该区域的位置在海平面6000米（20000英尺）以下。物种的数量与多样性在这一深度以下已经非常低了，不過一些靠著化學作用維生的細菌仍然存在，并引起研究人員的好奇，因為這樣的環境已經跟外星球非常類似，這些生體往往有著與地表完全不一樣的生命形式。

## 环境
据信，生活在这一深度的大部分生物都是靠这里的海洋雪或深海热泉产生的化学反应维生。超深渊带的低营养水平与阳光的缺少让这里的生活条件变得十分恶劣，但一些适应能力强的生物便正因为这种令敌对物种稀少的环境，反而生存了下来。由于没有阳光可以照射到这里，这里的生物视力已经退化，他们的大眼睛仅仅只能接受到生物发出的光芒。这也导致了这里的大多数底栖生物缺乏自然色素，因为他们根本不可能进行光合作用。
超深渊带最常见的生物有海蜇、蝰鱼、管虫与海参。 这一区域最深可达到10911米（35814英尺）。在这样的深度下的区域的水压超过1100标准大气压（110兆帕;16000磅），相當於每平方公尺承受1萬2100公噸的毀滅性壓迫力（比喻來說就像一隻大象站在一張郵票上，或是一個成年人背著50架波音747飛機的壓力）。

## 勘探
1960年，雅克·皮卡德（Jacques Piccard ）和唐·沃尔什（Don Walsh ）到达了地球上最深的海沟——马里亚纳海沟的底部，并在这里观察了20分钟。
2012年，詹姆斯·卡梅隆乘深海挑战者号到达了马里亚纳海沟的底部。